# Lil Krystalll
Lil Krystalll (рус. Лил Кри́стал; настоящее имя — Уланс Познякс; латыш. Ulans Pozņaks; род. 3 сентября 1995, Рига) — русскоязычный рэп-исполнитель из Латвии. Бывший участник творческого объединения «РНБ Клуб».

## Биография
Уланс Познякс родился 3 сентября 1995 года в Риге, Латвия. Учился в Рижской средней школе №13, вместе с рэпером Платина, закончив ту в 2013 году. После этого, жил вместе с ним в Великобритании.

## Карьера
29 июня 2018 года вышел дебютный студийный альбом под названием «Lil Krystalll». Альбом состоял из девяти треков и включал в себя фиты с Платиной и Ninotriggz. Работа имела стиль на то время  — минималистичный трэп, а также тексты, запоминающиеся своими  речевыми оборотами и англицизмами. Это ярко проявилось в проектах: «Сука босс» записанный совместно с рэп-исполнителем Платина, «Баблгам», «Гуччи деним» и других. Молодой артист отмечался особым тембром голоса и чётким речитативом.
27 марта 2019 года вышел микстейп «Брат 3» совместно с OFFMi. Микстейп состоит из 7 треков, один записан совместно с OG Buda. Хип-хоп-портал - The Flow описал альбом как «энергичный рэп с россыпью забавных эдлибов». Портал rap.ru описал альбом так: «Внутри — молодость, наглость, дерзость, в общем, всё то, за что подростки так любят новую школу и так ненавидят те, кто постарше».
4 октября 2019 года вышел второй студийный альбом No Label. Среди гостей в альбоме Федук, OG Buda, Big Baby Tape, Платина, Lil Morty. Альбом занял 27 позицию в «Топ-30 альбомов 2020 года» во ВКонтакте и 16 позицию в списке «50 отечественных альбомов 2019» хип-хоп-портала - The Flow, а песня «Кукла» расположилась на 36 месте в списке «50 лучших песен 2019».

### Рост популярности
2020 год для Уланса стал годом больших перемен. Он выпустил две новые работы в дрилл-звучании — «Шенген» и «Логан». Спустя год Уланс вернулся с синглом «Матильда», однако полноформатный альбом в 2020 году не был выпущен.
В 2022 году музыкант, достигший на тот момент 27-летнего возраста, продолжил атаковать слушателей новым материалом. В последующих песнях «MB» и «4ДНЯ» артист, по традиции, продолжил описывать в своем стиле бурную и красивую жизнь. Логичным дополнением стал клип с красным «Феррари» на трек «4ДНЯ».
В январе 2023 года Уланс представил на суд публики клип на композицию«Я буду», премьера которой прошла в конце предыдущего. Ремикс песни 5sta Family, выпущенной в 2012 году и ставшей хитом, музыкант записал с бывшей солисткой группы Лоей. Далее артист порадовал своих слушателей двумя работами - «CSM» и «Три буквы», вторая стала совместной работой с давним коллегой по цеху — Платиной. Работы вошли в его новый студийный альбом Kristina.
8 декабря 2023 года вышел долгожданный альбом под названием Kristina, который уже на следующий день возглавил чарты Apple Music в пяти странах: России, Украине, Латвии, Эстонии и Молдове. Гостями альбома стали такие исполнители, как OG Buda, 9mice, Obladaet, Yanix, Anikv, The Limba, Платина, Feduk, ALISHA и Лоя. Также работы - «Джек Рипер», «Октябрь», и «Кристина» получили экранизации.

## Дискография

### Студийные альбомы
| Название      | Детали                                                                               |
| ------------- | ------------------------------------------------------------------------------------ |
| Lil Krystalll | - Релиз: 29 июня 2018 - Лейбл: Lil Krystalll - Формат: цифровая загрузка, стриминг   |
| No Label      | - Релиз: 4 октября 2019 - Лейбл: Lil Krystalll - Формат: цифровая загрузка, стриминг |
| Kristina      | - Релиз: 8 декабря 2023 - Лейбл: Lil Krystalll - Формат: цифровая загрузка, стриминг |

### Микстейпы
| Название                     | Детали                                                                                       |
| ---------------------------- | -------------------------------------------------------------------------------------------- |
| «Брат 3» (совместно с OFFMi) | - Релиз: 27 марта 2019 - Лейбл: OFFFMi & Lil Krystalll - Формат: цифровая загрузка, стриминг |

### Синглы

#### В качестве ведущего исполнителя
| Название                                                            | Год  | Высшая позиция в чартах | Высшая позиция в чартах | Высшая позиция в чартах | Высшая позиция в чартах | Высшая позиция в чартах | Альбом              |
| Название                                                            | Год  | Apple Music             | Apple Music             | Spotify                 | YouTube Music           | VK Музыка               |                     |
| ------------------------------------------------------------------- | ---- | ----------------------- | ----------------------- | ----------------------- | ----------------------- | ----------------------- | ------------------- |
| «Cardib»                                                            | 2018 | —                       | —                       | —                       | —                       | —                       | Внеальбомный сингл  |
| «Орбит» (совместно с OFFMi при уч. OG Buda)                         | 2018 | —                       | —                       | —                       | —                       | —                       | «Брат 3»            |
| «Аквафина»                                                          | 2018 | —                       | —                       | —                       | —                       | —                       | Внеальбомные синглы |
| «Клуб»                                                              | 2018 | —                       | —                       | —                       | —                       | —                       | Внеальбомные синглы |
| «Каждый день»                                                       | 2019 | —                       | —                       | —                       | —                       | —                       | Внеальбомные синглы |
| «Каждый день (Remix)» (при уч. OFFFMi)                              | 2019 | —                       | —                       | —                       | —                       | —                       | Внеальбомные синглы |
| «Факбой»                                                            | 2019 | —                       | —                       | —                       | —                       | —                       | No Label            |
| «Крутая» (при уч. Федука)                                           | 2019 | —                       | —                       | —                       | —                       | —                       | No Label            |
| «7 дней» (при уч. Big Baby Tape)                                    | 2019 | —                       | —                       | —                       | —                       | —                       | No Label            |
| «Шенген»                                                            | 2020 | —                       | —                       | 9                       | —                       | —                       | Внеальбомные синглы |
| «+44»                                                               | 2021 | —                       | —                       | —                       | —                       | —                       | Внеальбомные синглы |
| «Kebab Boy» (совместно с Aarne)                                     | 2021 | —                       | —                       | —                       | —                       | —                       | AA Language         |
| «Mazzaleen»                                                         | 2021 | —                       | —                       | —                       | —                       | —                       | Внеальбомные синглы |
| «Матильда»                                                          | 2021 | —                       | —                       | —                       | 14                      | —                       | Внеальбомные синглы |
| «MB» (совместно с Obladaet)                                         | 2022 | 16                      | 7                       | —                       | 7                       | 8                       | Players Club 2      |
| «Я буду» (при участии Лои)                                          | 2022 | —                       | —                       | —                       | —                       | —                       | Kristina            |
| «Я буду [Remix]» (при участии Лои (5sta Family), Obladaet и Markul) | 2023 | —                       | —                       | —                       | —                       | —                       | Внеальбомные синглы |
| «CSM»                                                               | 2023 | —                       | —                       | —                       | —                       | —                       | Kristina            |
| «Три буквы» (при участии Платины)                                   | 2023 | —                       | —                       | —                       | —                       | —                       | Kristina            |

#### В качестве приглашённого исполнителя
| Название                                                     | Год  | Альбом             |
| ------------------------------------------------------------ | ---- | ------------------ |
| «На коньках» (Gueess при уч. Lil Krystalll)                  | 2018 | Lullaby 2          |
| «Lil Hoe» (OG Buda при уч. Lil Krystalll)                    | 2018 | Внеальбомный сингл |
| «Биг бой» (Платина и OG Buda при уч. Lil Krystalll и Федука) | 2018 | «Сладких снов»     |
| «Daddy Guap» (May Wave$ при уч. Lil Krystalll)               | 2019 | «Дрип-на-Дону»     |
| «Лариса» (OG Buda при уч. Lil Krystalll)                     | 2019 | Внеальбомный сингл |
| «Лил мами» (OG Buda при уч. Lil Krystalll)                   | 2019 | «ОПГ Сити»         |
| «Руки тянуться» (КУОК при уч. Lil Krystalll)                 | 2025 | «QUTOPIA»          |

### Другие песни в чартах
| Название      | Год  | Высшие позиции в чартах  | Высшие позиции в чартах | Альбом   |
| Название      | Год  | Top Radio & YouTube Hits | Top YouTube Hits        | Альбом   |
| ------------- | ---- | ------------------------ | ----------------------- | -------- |
| «Air Force 1» | 2019 | 349                      | 57                      | No Label |

### Гостевое участие
| Название                  | Год  | Другие исполнители      | Альбом         |
| ------------------------- | ---- | ----------------------- | -------------- |
| «На коньках»              | 2018 | Gueess                  | Lullaby 2      |
| «£20k»                    | 2018 | Платина                 | «РНБ Клуб»     |
| «Freestyle Shmouk»        | 2018 | Rocket                  | Swag Season    |
| «Биг бой»                 | 2018 | Платина, OG Buda, Федук | «Сладких снов» |
| «Представительский класс» | 2019 | Marco-9, Платина        | El Paso Marco  |
| «Daddy Guap»              | 2019 | May Waves               | «Дрип-на-Дону» |
| «Актриса»                 | 2019 | Платина                 | «Опиаты Круг»  |
| «Лил мами»                | 2019 | OG Buda                 | «ОПГ Сити»     |
| «Капкан»                  | 2019 | Plohoyparen             | «Планеты»      |
| «BFF»                     | 2020 | Lovesomemama            | Real D         |
| «DrugStyle»               | 2020 | Lil Morty               | Lil Morty 2    |
| «Амстердам»               | 2022 | OG Minay                | «Сезон орла»   |
| «Discord»                 | 2022 | Aarne, Элджей           | AA Language    |
| «Kebab Boy»               | 2022 | Aarne                   | AA Language    |
| «Больше»                  | 2023 | Anikv                   | Broken Season  |
| «MB»                      | 2023 | OBLADAET                | PLAYERS CLUB 2 |
| Молчать                   | 2023 | Aarne                   | AA Language 2  |
| Тупой                     | 2023 | OG Buda                 | POX VAWË 0.5   |
| Помнишь                   | 2025 | Yanix                   | Vibes          |
| Руки тянутся              | 2025 | КУОК                    | QUTOPIA        |